# Chiffre VIC

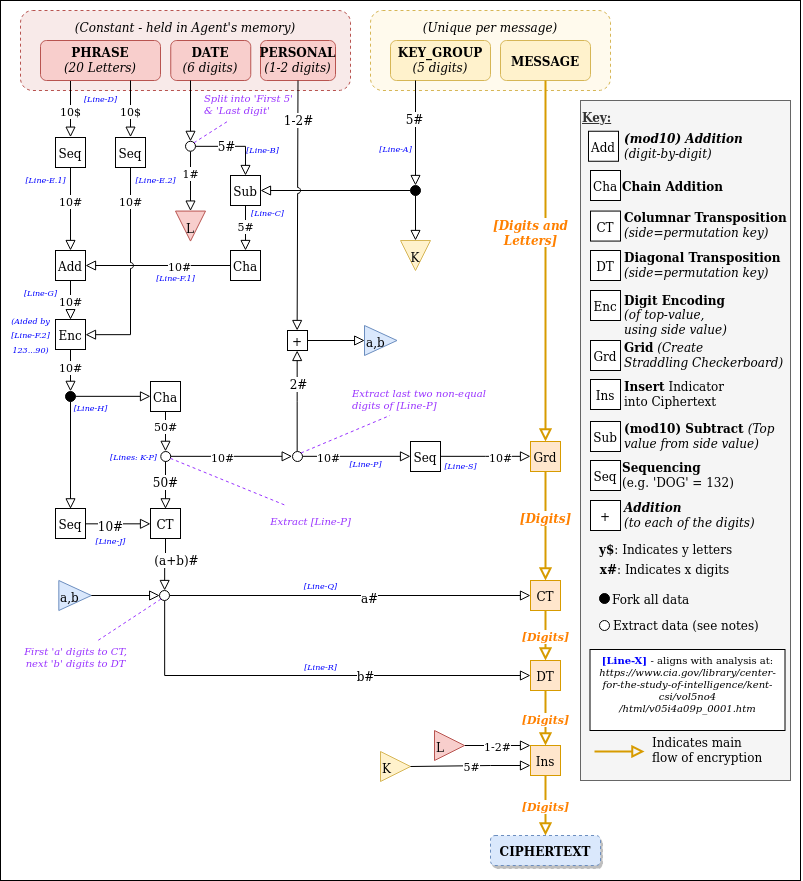
Diagramme de flux du cryptogramme VIC

Le chiffre VIC fut un chiffre utilisé au début des années 1950 par l'espion soviétique Reino Häyhänen (nom de code VICTOR), basé à l'époque à New York. 
Le VIC appartient à la famille des chiffres nihilistes et consiste en une combinaison complexe de substitutions et de transpositions.

## Histoire
Le premier texte chiffré en VIC fut découvert par hasard par James Bozart en 1953. Livreur de journaux à l'époque, il fit tomber plusieurs pièces de monnaie dans un escalier et constata qu'une pièce de 5 cents était creuse et contenait un microfilm carré. 
Ce chiffre a résisté à tous les efforts de pénétration de la NSA. Ce fut Häyhänen lui-même qui en expliqua le principe au moment de sa défection, en 1957, à l'ambassade américaine à Paris.

## Présentation
Le chiffre VIC se fait en douze étapes et nécessite pour l'utilisateur de mémoriser plusieurs données:
- les huit lettres les plus fréquentes dans la langue concernée (publique) ;
- une suite de 6 chiffres (secrète) ;
- un vecteur d'initialisation de 5 chiffres (public) ;
- une suite de 20 lettres (secrète) ;
- un code personnel entre 1 et 16 (secret).

## Fonctionnement détaillé
Note: Dans les chapitres ci-dessous, les étapes sont nommées [Line-X] afin de suivre la notation de la description qui en est faite dans les archives de la CIA. Il n'y a pas de [Line-I] et [Line-O], sans doute pour éviter l’ambiguité avec 1 et zéro.

### exemple pour les étapes ci-dessous
| Numéro de l'agent | 6                                 |                                                              |
| Date              | 13/09/1959                        | Alunissage de Luna-2                                         |
| Phrase            | 'Twas the night before Christmas' | 'A visit from St. Nicholas' - poème par Clement Clarke Moore |
| Keygroup          | 72401                             | Nombre aléatoire de 5 digits                                 |

### génération pseudo aléatoire des blocs

#### [Line-A]
Génération d'une clef aléatoire de 5 chiffres (Keygroup)
```
Keygroup: 72401
```

#### [Line-B]
Écrit les 5 premiers chiffres de la date sans les zéro (Date)
```
Date: 13919
```

#### [Line-C]
Soustrait [Line-B] de [Line-A] par arithmétique modulaire (chiffre par chiffre, pas de retenue entre colonnes voisines)
```
69592: 7-1=6, 2-3=9, 4-9=5, ...
```

#### [Line-D]
Choisit une phrase secrète et écrit les 20 première lettres (Phrase)
```
TWASTHENIG HTBEFORECH
```

#### [Line-E.1&2]
séquençage (voir ci-dessous "opérations") du premier et le second groupe de 10 caractères de [Line-D], ce qui donne [Line-E.1] et [Line-E.2] respectivement
```
[Line-E]: 8017942653 6013589427
```

#### [Line-F.1]
Prend les 5 premiers caractères de [Line-C], puis applique l'addition de chaine (voir ci-dessous "opérations") pour créer 5 chiffres supplémentaires.
```
[Line-F.1]: 6959254417 
```

#### [Line-F.2]
on écrit la séquence de chiffres '1234567890' (sous [Line-E.2]) comme support pour encoder [Line-H]
```
[Line-F.2]: 1234567890 
```

#### [Line-G]
Additionner [Line-E.1] et [Line-F.1] (colonne par colonne, sans retenue comme pour [Line-C])
```
[Line-G]: 4966196060
```

#### [Line-H]
encoder (voir ci-dessous)les chiffres de [Line-G] en utilisant [Line-E.2] comme clef
```
[Line-H]: 3288628787
```

#### [Line-J]
Séquençage de [Line-H]
```
[Line-J]: 3178429506
```

#### [Lines-K,L,M,N,P]
Ce sont des lignes de 10 chiffres crées par addition de [Line-H]. Les derniers chiffres non-égaux sont ajoutés au numéro personnel de l'agent pour déterminer la longueur de la clef des 2 transpositions.  (Lines K-à-P sont en effet une génération pseudo-aléatoire basée sur la clef, utilisée par les étapes suivantes du chiffrage)
```
[Line-K]: 5064805552
[Line-L]: 5602850077
[Line-M]: 1620350748
[Line-N]: 7823857125
[Line-P]: 5051328370
```

### Dérivation de la clef du message

#### [Line-Q]
Le premier chiffre 'a' extrait des lignes [Lines-K,L,M,N,P] transposées par [Line-J].  (Avec 'a', première valeur résultant de l'addition du dernier chiffre non-égal de [Line-P] avec le numéro de l'agent).  Utilisé comme clef de la transposition en colonne.

#### [Line-R]
Le second chiffre 'b' est extrait (après le chiffre 'a') des lignes [Lines-K,L,M,N,P] transposées par [Line-J]. (Avec 'b', seconde valeur résultant de l'addition du dernier chiffre non-égal de [Line-P] avec le numéro de l'agent).  Utilisé comme clef de la transposition en diagonale.

#### [Line-S]
Le séquencement de [Line-P], utilisé comme clef de l'échiquier à diffusion.

### Opérations

#### Séquençage
Le séquençage est ici la numérotation séquentielle de 1 à 10 (0 représente 10) des éléments d'un groupe triés dans l'ordre. En cas de répétition, on donne le premier numéro à celui de gauche. Exemples:
- le mot 'Octopus'.  Lettres dans l'ordre: COOPSTU, numérotées: 1234567.  On remplace les lettres par ces nombres: Octopus = 2163475
- Le nombre '90210', chiffres dans l'ordre croissant (0=10): 12900, donne: 123456.  On remplace les chiffres par leur ordre: 34215

#### encodage des digits
L'encodage remplace chaque nombre (ex: [Line-G]) par la clef (ex: [Line-E.2]), digit par digit.
On encode chaque digit par le digit au-dessus dans la table:
| Clef | (Line E.2) | 6 | 0 | 1 | 3 | 5 | 8 | 9 | 4 | 2 | 7 |
| Aide | (Line F.2) | 1 | 2 | 3 | 4 | 5 | 6 | 7 | 8 | 9 | 0 |

Par exemple le nombre '90210' serait encodé ainsi; {\displaystyle ({\ce {9->2}}),\,({\ce {0->7}}),\,({\ce {2->0}}),\,({\ce {1->6}}),\,({\ce {0->7}})}.
résultat: '27067'.

#### Échiquier à diffusion
Une fois la clef générée, la première étape du chiffrage réel est de convertir le message en une série de digits.
C'est fait avec un échiquier à diffusion. 
La clef est basée sur la [Line-S] et comporte les 10 digits 0 à 9. 
En deuxième ligne, on met normalement les lettres les plus courantes de la langue. Ici 'AT ONE SIR' pour l'anglais.
On complète les autres lignes avec les lettres restantes, puis . et /.
Les lignes suivantes sont numérotées en utilisant les 2 chiffres correspondant à des cases vides de la première ligne.
|   | 5 | 9 | 6 | 1 | 3 | 2 | 8 | 4 | 7 | 0 |
| - | - | - | - | - | - | - | - | - | - | - |
|   | A | T |   | O | N | E |   | S | I | R |
| 6 | B | C | D | F | G | H | J | K | L | M |
| 8 | P | Q | U | V | W | X | Y | Z | . | / |

Exemple:
```
MESSAGE: 'Attack at dawn. By dawn I mean 0500. Not 0915 like you did last time.'
 
59956 96459 66583 38765 88665 83376 02538 00005 
55000 00080 87319 80000 99911 15558 06776 42881
86667 66675 49976 0287-
```

Notez que les lettres de la première ligne du tableau utilisent un seul digit. A=5, T=9, C=69, K=64